# Alma Birk, Baroness Birk
Alma Birk, Baroness Birk (* 22. September 1917 in Brighton, East Sussex, England; † 29. Dezember 1996 in Westminster, London) war eine britische Journalistin und Politikerin der Labour Party. Seit 1967 war sie als Life Peeress Mitglied des House of Lords.

## Leben
Birk wurde als Alma Lillian Wilson als Tochter von Barnett Wilson (früher: Woolfson) und seiner Ehefrau Alice Wilson, geborene Tosh, geboren. Ihre Eltern lebten im Stadtteil Stamford Hill in London. Sie wuchs in gutbürgerlichen Verhältnissen auf. Ihre Eltern führten eine erfolgreiche Firma, die Gruß- und Glückwunschkarten herstellte und vertrieb. Sie besuchte die South Hampstead High School im Londoner Stadtbezirk Hampstead. Sie studierte an der London School of Economics (LSE). Nach ihrem Abschluss an der LSE begann sie als Journalistin zu arbeiten. Sie schrieb zunächst Kolumnen für die von der Labour Party publizierte Wochenzeitung Forward. Anschließend wurde sie Kolumnistin bei der Zeitung Daily Herald.
Birk, bereits seit ihrer Zeit an der LSE stark vom Sozialismus geprägt, war als Politikerin zunächst in der Kommunalpolitik aktiv. Seit Ende der 1930er Jahre engagierte sie sich für die Labour Party im Londoner Stadtteil Finchley. Während des Zweiten Weltkriegs kandidierte sie erfolglos als Stadträtin für einen Sitz im Salisbury City Council. Von 1950 bis 1953 war sie Gemeinderätin im Finchley Borough Council und war dort Vorsitzende der Labour-Fraktion. Für die Labour Party kandidierte sie dreimal erfolglos für einen Sitz im Britischen Unterhaus: bei den Britischen Unterhauswahlen 1950 für den Wahlkreis Ruislip-Northwood, sowie bei den Britischen Unterhauswahlen 1951, wo sie nur knapp unterlag, und den Britischen Unterhauswahlen 1955 für den Wahlkreis Portsmouth West.
Von 1965 bis 1969 war sie Mit-Herausgeberin des britischen Frauenmagazins Nova.
Von 1969 bis 1972 war sie Vorsitzende (Chairman) des Health Education Council. Sie war Vize-Präsidentin (Vice-president) des Council of Children’s Welfare (1968–1975), Vorsitzende (Chairman) und Vize-Präsidentin des Redbridge Jewish Youth Centre (1970–1996) und Vorstandsmitglied des Council of Christians and Jews (1971–1977). Sie war außerdem Mitglied des Holocaust Memorial Committee, Mitglied des Theatres’ Trust, Direktorin des British Film Institute, Präsidentin der Association of Art Institutions (1984–1996) und Präsidentin der Craft Arts Design Association (1984–1990).
Birk war Fellow der Royal Society (F.R.S.); zeitweise übte sie das Amt einer Friedensrichterin aus.
Sie war Anhängerin und Unterstützerin der Fabian Society; die intellektuelle Ausrichtung der Fabian Society war für Birk von lebenslangem Einfluss auf ihr Denken und Handeln.

## Mitgliedschaft im House of Lords
Am 13. September 1967 wurde Birk zum Life Peer ernannt und wurde Mitglied des House of Lords; sie trug den Titel Baroness Birk, of Regent’s Park in Greater London. Ihre Antrittsrede hielt sie am 29. November 1967. In ihrer Antrittsrede forderte sie eine Verstärkung der Bewährungshilfe und der Jugendgerichtshilfe, um Jugendkriminalität besser bekämpfen zu können. Der Strafvollzug gehörte zu ihren bevorzugten politischen Interessen. Birk war von 1967 bis 1971 Mitglied des Besuchsdienstes des Holloway Prison und Mitglied der Howard League for Penal Reform.
Im House of Lords übernahm sie von März bis Oktober 1974 in ihrer Eigenschaft als Parlamentarische Geschäftsführerin der Labour-Fraktion (Government Whip) das Ehrenamt einer „Baroness-in-Waiting“. Von 1974 bis 1979 war sie Parlamentarische Unter-Staatssekretärin (Parliamentary Under-Secretary of State) im Britischen Umweltministerium (Department of the Environment). 1979 war sie kurzzeitig Staatsministerin (Minister of State) im Büro des Privy Council.
Birk engagierte sich im House of Lords auch weiterhin intensiv, nachdem die Labour Party ab 1979 in der Opposition war. Sie war zunächst Oppositionssprecherin für den Themenkreis Umwelt und Umweltpolitik (1979–1986; Opposition frontbench spokesman on the environment) und anschließend für die Themen Kunst, Bücherei- und Bibliothekswesen, Denkmalschutz und Rundfunk (1986–1993; Opposition frontbench spokesman arts libraries, heritage and broadcasting). Insbesondere den zuletzt genannten Themen gehörten Birks besondere Aufmerksamkeit; sie beschrieb dies als ihre „glücklichste Zeit“ im House of Lords.
Am 19. März 1996 meldete sie sich zur Broadcasting Bill letztmals zu Wort. Obwohl schwer erkrankt, nahm sie bis zuletzt regelmäßig an Sitzungen des House of Lords teil.

## Privates
Am 24. Dezember 1939 heiratete sie in der Hampstead Garden Suburb Synagogue ihren Ehemann Ellis Samuel Birk. Ellis Birk arbeitete zur Zeit der Eheschließung als Büroangestellter bei einem Solicitor. Er wurde später Rechtsanwalt und Zeitungsherausgeber. Aus der Ehe gingen zwei Kinder hervor, ein Sohn und eine Tochter.
Birk starb 1996 in ihrer Wohnung, 34 Bryanston Square, Westminster an den Folgen ihrer langjährigen Brustkrebserkrankung.